# Ругайи
Ру́гайи (Ругаи; латыш. Rugāji) — населённый пункт в Латвии. Административный центр Ругайского края и Ругайской волости. Располагается на региональной автодороге P47 (Балви — Капуне). Расстояние до города Балви составляет около 18 км. Через село протекает река Варниене.
По данным на 2015 год, в населённом пункте проживало 585 человек. В селе находятся самоуправление, почта, школа, библиотека, амбулатория, дом культуры, магазины, кафе, автосервис, католический и православный храмы. На южной окраине села находится братское кладбище советских воинов, где похоронен Герой Советского Союза М. А. Машин (1921—1944).

## История
Населенный пункт Ругайи был основан в 1922 году. Получил название от фамилии мельника. В 1931 году Ругайи получил статус села. В советское время населённый пункт был центром Ругайского сельсовета Балвского района. В селе располагался совхоз «Ругаи».
В селе Ругайи родился Валдис Матисс (1944—2010) — военный деятель Латвии.

## Галерея

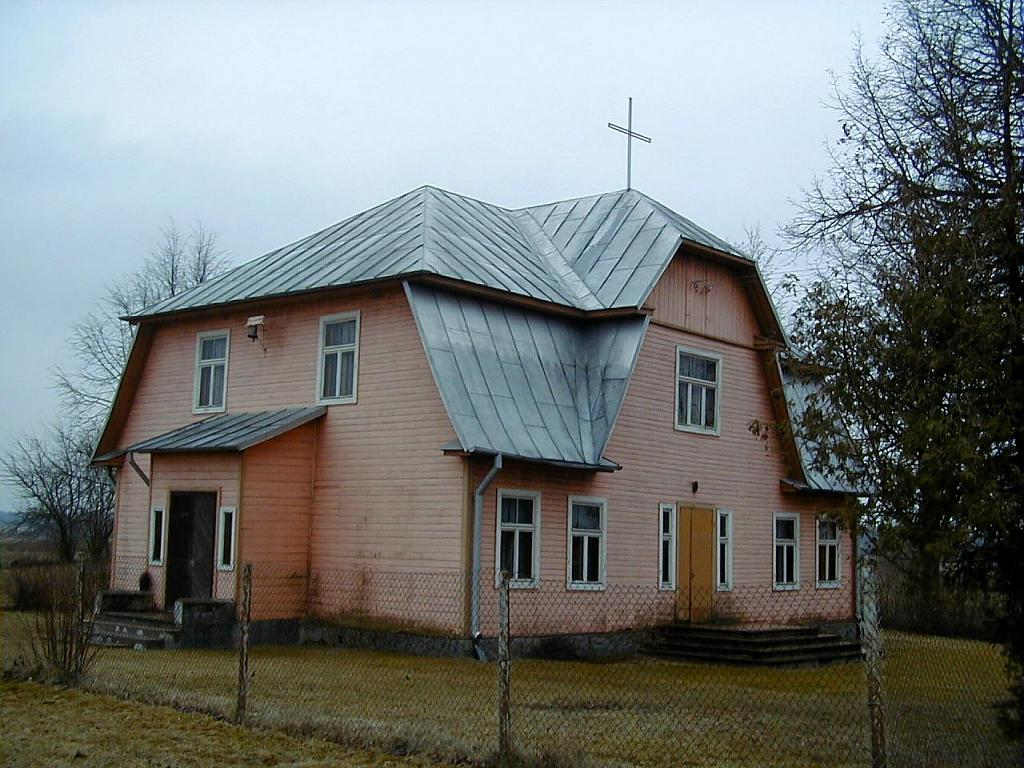
Католическая церковь
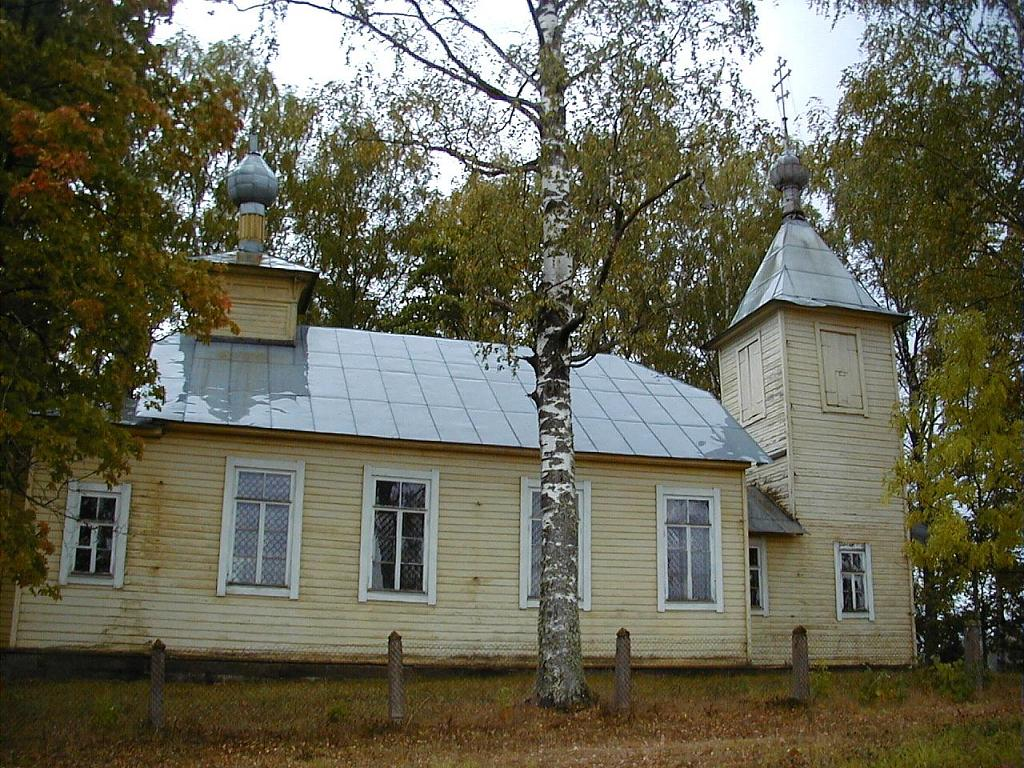
Православная церковь
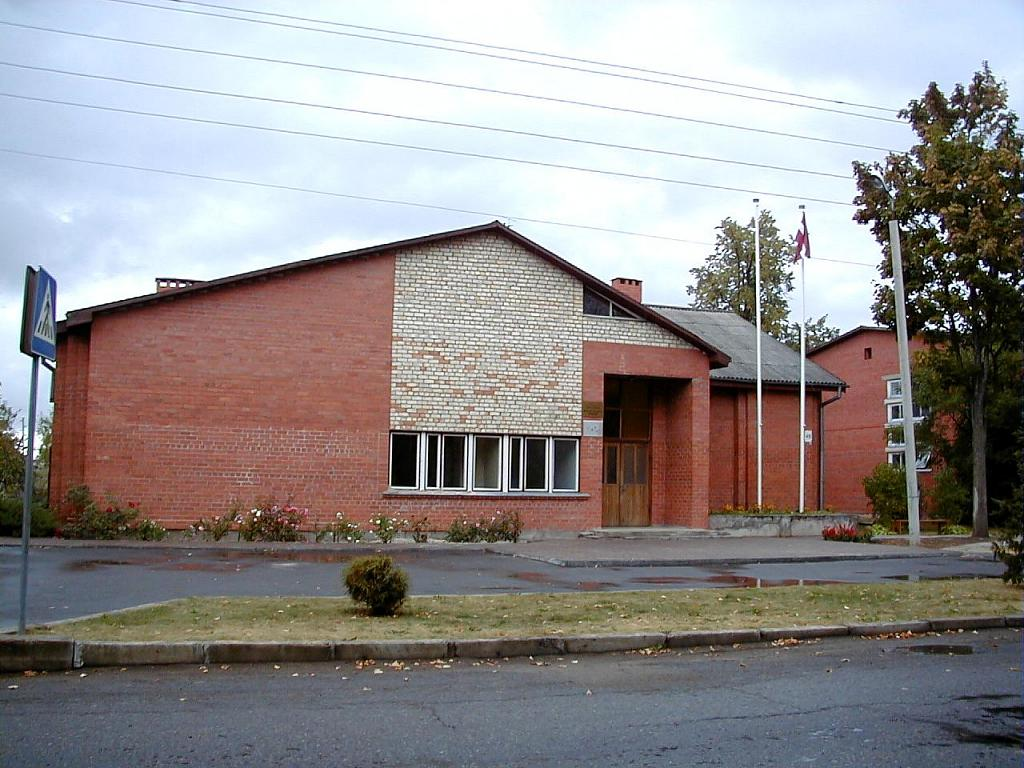
Волостное правление